# 3294 Carlvesely
3294 Carlvesely је астероид главног астероидног појаса са средњом удаљеношћу од Сунца која износи 2,696 астрономских јединица (АЈ).
Апсолутна магнитуда астероида је 12,6.